# Pat Ryan (giocatore di football americano)
Patrick Lee Ryan (Hutchinson, 16 settembre 1955) è un ex giocatore di football americano statunitense che ha giocato nel ruolo di quarterback nella National Football League (NFL). Fu scelto nel corso dell'undicesimo giro (281º assoluto) del Draft NFL 1978 dai New York Jets. Al college giocò a football all'Università del Tennessee.

## Carriera
Ryan fu scelto nell'undicesimo giro del Draft 1978 dai New York Jets. Vi giocò per tredici stagioni, principalmente come riserva del quarterback titolare Ken O'Brien. Passò l'ultima stagione della carriera nel 1991 con i Philadelphia Eagles. In seguito fu un commentatore radiofonico delle partite di football dei Tennessee Titans.

## Statistiche
| Yard passate  | 4 320 |
| Touchdown     | 31    |
| Intercetti    | 35    |
| Passer rating | 69,2  |